# 清津峡

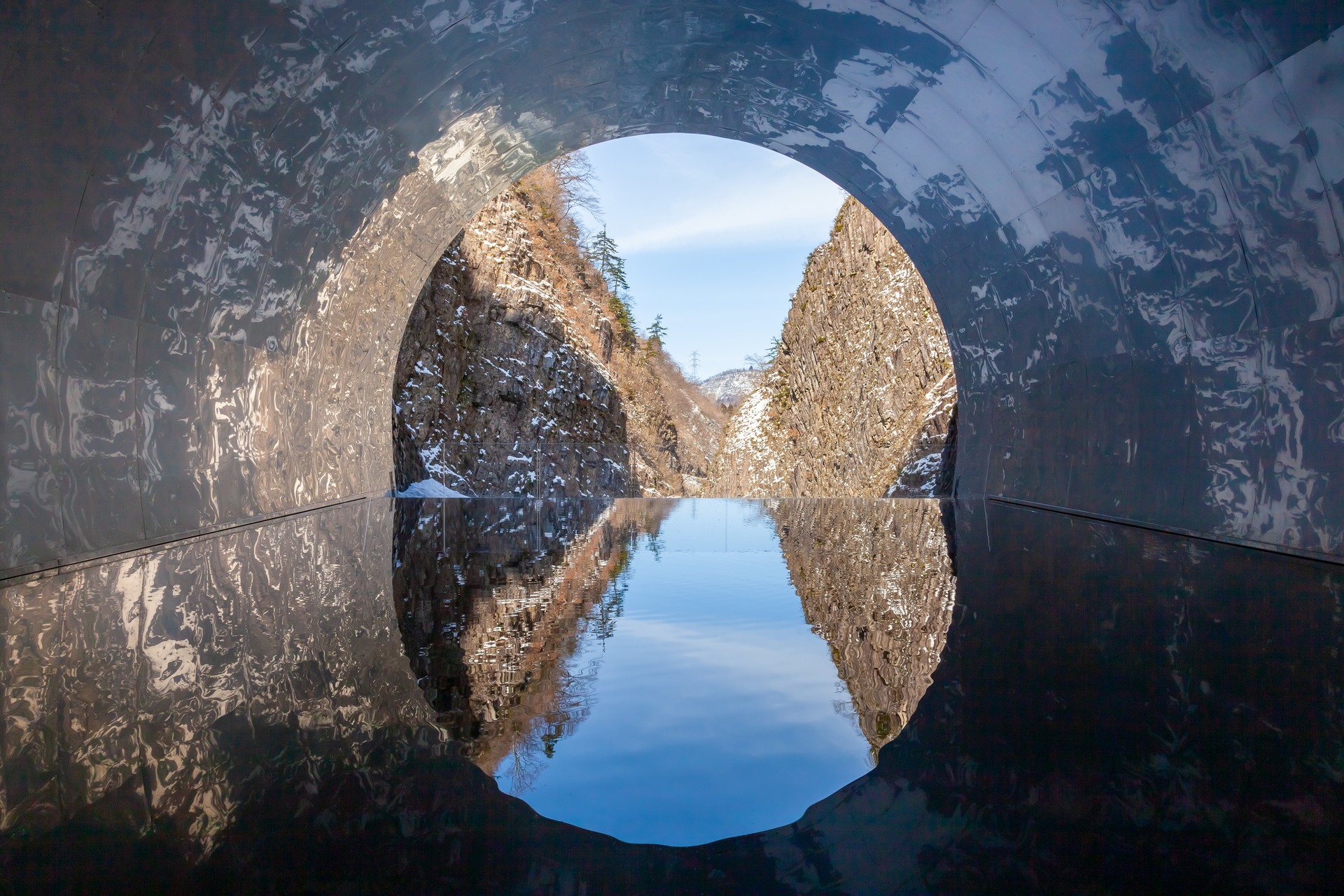
トンネル・オブ・ライト（2020年3月）

清津峡（きよつきょう）は、信濃川の支流である清津川が形成した峡谷。新潟県十日町市小出から湯沢町八木沢にかけての全長約12.5キロメートルをいう。1941年に国の名勝および天然記念物に指定されており、日本三大峡谷の一つとして知られる。
観光のために歩行者用の「清津峡渓谷トンネル」が掘られており、近くには旅館2軒の温泉街（清津峡小出温泉）がある。

## 概要

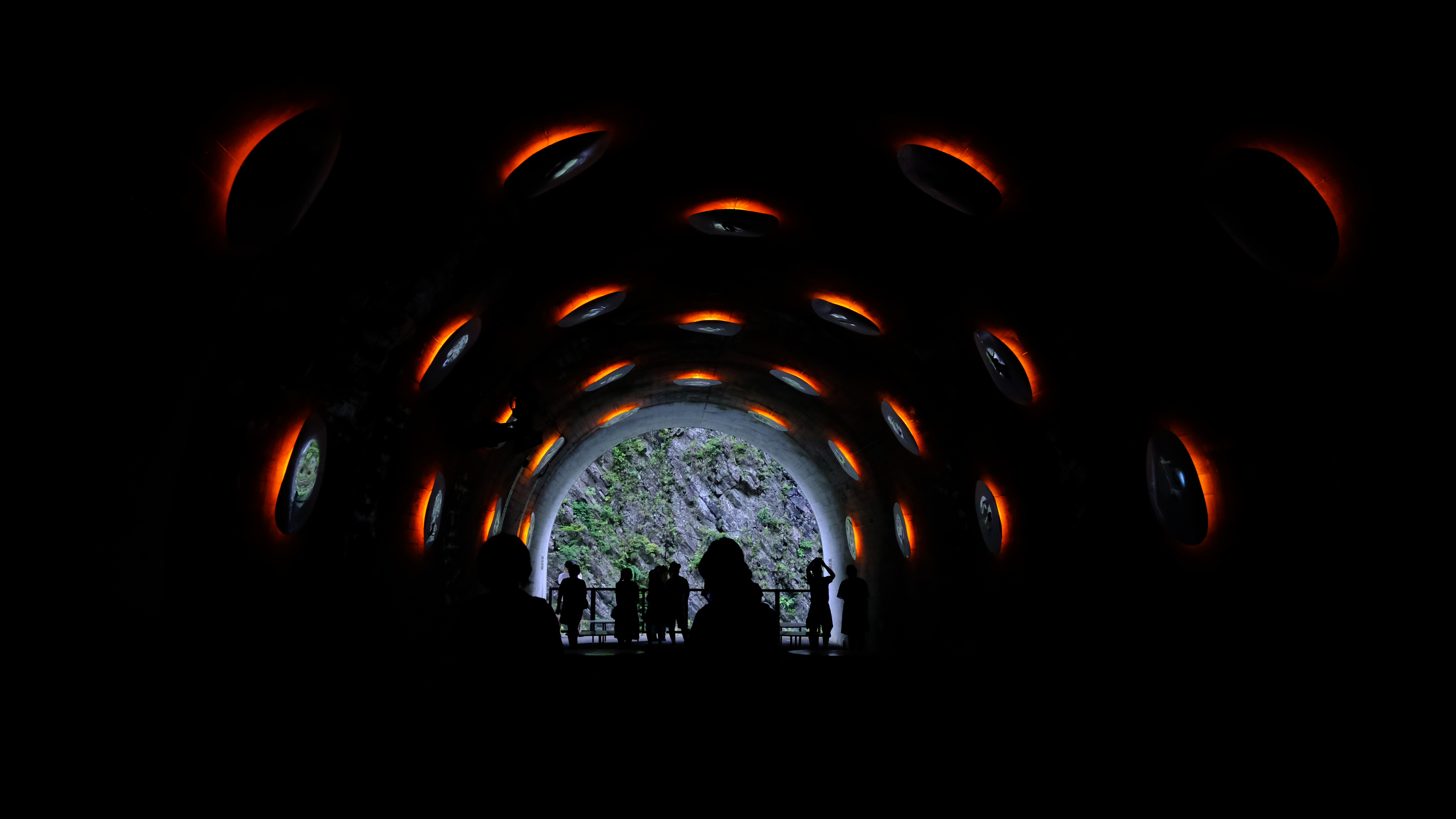
トンネル内のアート作品

清津峡は、上信越高原国立公園内にある。柱状節理による険しい岩肌の渓谷美と秋の紅葉で知られる。
清津峡渓谷トンネルは全長750メートルの歩行者専用トンネルで、トンネルの途中に3つの見晴所、終点にはパノラマステーションがあり、そこから渓谷美を楽しむことができる。古くは清津川沿いの遊歩道（登山道）からの観賞が一般的であり、奇岩怪石に名称がつけられていて、主なものとして化物渕、長瀞、節渕、丸渕、乙女ヶ渕、黒岩、獅子、屏風岩、薬研、昇天閣、高石滝、銚子滝、千の滝、風穴、猿飛砂ッポといった名が南魚沼郡誌に挙げられているが、1988年（昭和63年）に峡谷内で落石死亡事故が発生したため、遊歩道は通行禁止となった。その後しばらく渓谷美を見ることができなくなっていたが、地元住民や観光客から要望が多数寄せられたことを受け、安全に渓谷美を楽しむことができるよう、歩道トンネルの建設が決定。1996年（平成8年）10月1日に清津峡渓谷トンネルが開業した。
翌1997年度（平成9年度）の来訪者は16万人を超えたが、「トンネル内は退屈」という意見もあり、2004年（平成16年）の新潟県中越地震後に観光客数は10万人以下へと落ち込んだ。温泉街は1984年（昭和59年）の五九豪雪による雪崩被害も受けており、雪崩前に5軒あった旅館は2軒に減っていた。
2018年（平成30年）に行われた第7回大地の芸術祭 越後妻有アートトリエンナーレで、トンネル全体が中国出身の芸術家マ・ヤンソン（MADアーキテクツ）の作品として改修された。出口近くに設けられた作品「トンネル オブ ライト」は、ステンレス板貼りの壁と、沢の水を湛えた床面を用い、渓谷の景色の映り込みが楽しめるようになった。これが話題を呼び、2017年度（平成29年度）に5万人台だった来訪者は、2019年度（平成31年/令和元年度）は中途で20万人に達した。
清津峡と呼ばれるようになる前は、中魚沼郡では「奥の景」、三俣宿では「下っ沢」（しもっつぁわ）と呼んだ。

## 歴史

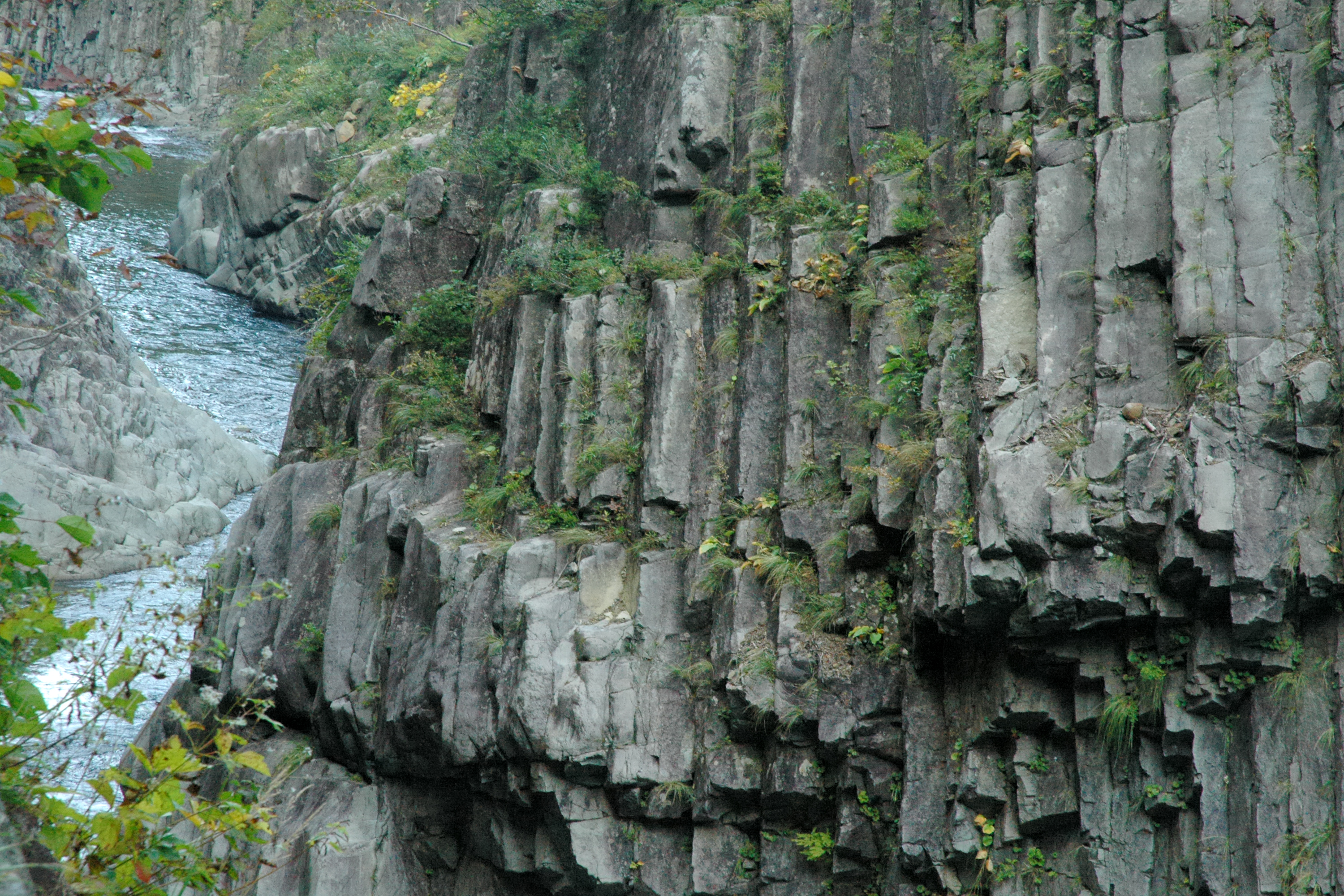
清津峡の柱状節理

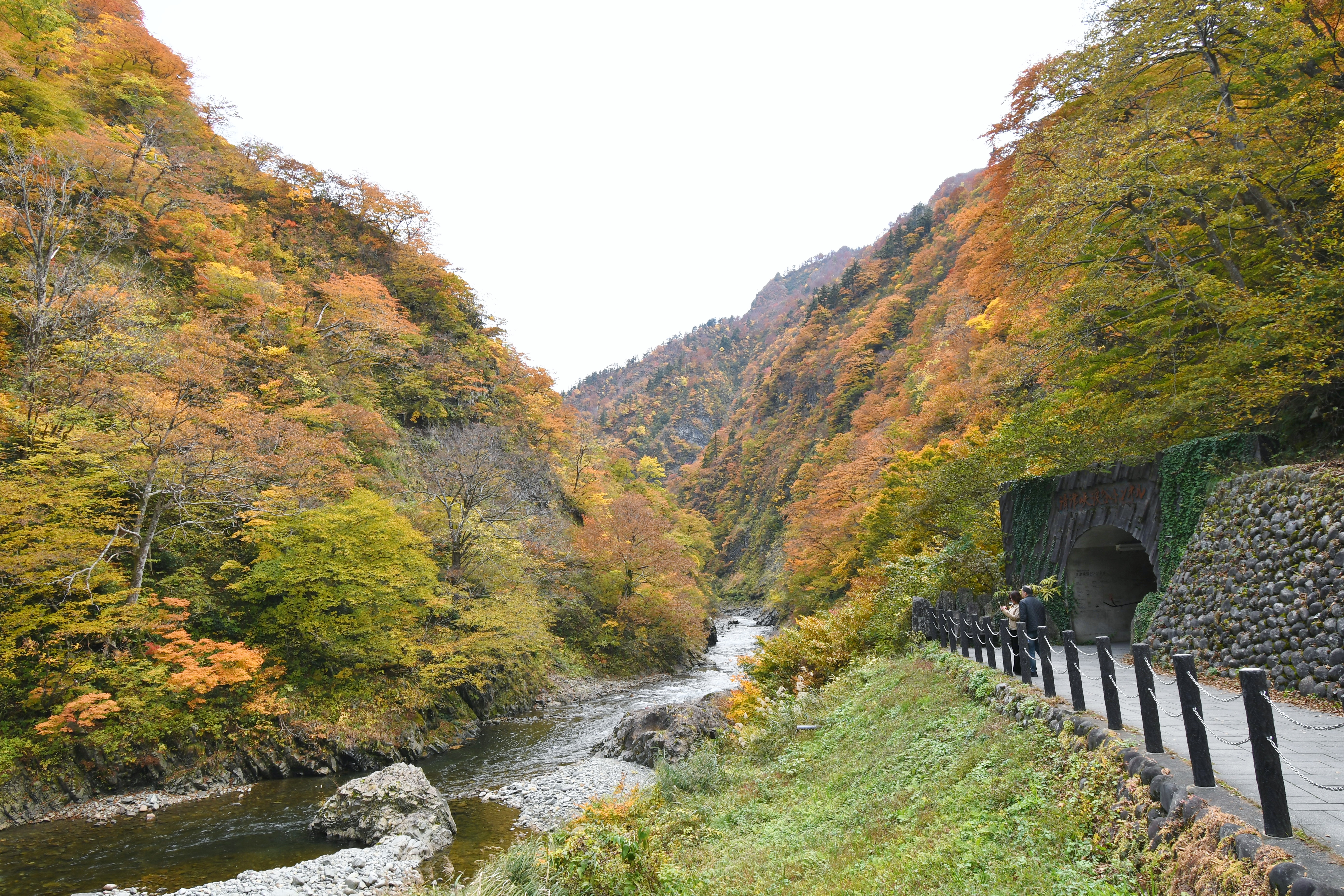
秋の清津峡

- 約1500万年前　海底火山の噴火活動により、噴出物や火山灰が堆積して固まった緑色凝灰岩を多く含む地層（七谷層）が形成される。
- 約700万年前　マグマが七谷層に流入し、石英閃緑ひん岩となる。冷えて固まる際に体積が収縮し、柱状節理となる。
- 約260万年前　柱状節理の隆起と清津川の浸食により地上に顔を出し、さらに谷が深くなったことで清津峡ができたとされる。(清津峡パンフレットより引用)
- 1862年（文久2年） - 清津峡の入り口に温泉場が作られる[10]。
- 1909年（明治42年） - 六日町営林署によって道が作られる[11]。
- 1918年（大正7年） - 上越線の測量隊が測量を行う。
- 1925年（大正14年）11月4日 - 日本山岳会の大平晟が三俣村八木沢から峡谷の探索を行い、翌年会報『山岳』（第20年第2号・大正15年8月発行）で「紅葉の金城山と清津峡」として紹介する（清津峡の呼称の初使用）。大平はその後も複数のメディアに投稿を続けた。
- 1935年（昭和10年） - 新潟高等学校徳重教授と元県社寺兵事課長大谷氏などの一行が探勝し、風致上、学術上他に冠絶するものとして嘆賞。
- 1936年（昭和11年）6月 - 当時の地元6ヶ村（中魚沼郡倉俣村、田沢村、中深見村、南魚沼郡湯沢村、石打村、三俣村）が名勝地指定期成同盟会を組織し、運動を開始する。
- 1937年（昭和12年） - 地質学者で天然記念物調査員・国立公園審議員の脇水鉄五郎が雑誌『文藝春秋』9月号（15巻10号）において「清津峡と小又峡」として紹介。黒部を横綱とし、清津峡は東の大関、面河渓が西の大関としている（訪れたのは前年の1936年の秋）[12]。
- 1938年（昭和13年）7月 - 下村宏が親友で十日町町長だった栗生鴻之助の追悼と中魚沼郡の教育大会出席のために十日町を訪れ、そこで紹介された清津峡と信濃川発電所を探訪、その様子を後日雑誌『旅』に随筆として発表。「越の國の 夏山行けば をりをりに 鶯鳴くも 蝉の聲に混じり」と詠んでいる[13]。
- 1941年（昭和16年）4月23日 - 国の名勝および天然記念物に指定される[10]。
- 1949年（昭和24年）9月7日 - 上信越高原国立公園の一部に指定される[10]。
- 1974年（昭和49年）3月 - 昭和36年8月洪水や、昭和44年8月豪雨など、度重なる信濃川水系の水害に対する対策として、清津峡の上流部に清津川ダムの建設計画が浮上する（建設省・信濃川水系工事実施基本計画）。
- 1984年（昭和59年）2月9日 - 大規模な雪崩が発生（五九豪雪）。温泉街を雪崩が襲い5人の犠牲者を出す[14]。
- 1988年（昭和63年）7月31日 - 峡谷内で男性客1人が落石で頭を打ち死亡する事故が発生。以降、遊歩道は通行禁止になる。
- 1994年（平成6年）11月10日 - 清津峡渓谷歩道トンネルの貫通式が行われる[15]。
- 1996年（平成8年）10月1日 - 清津峡渓谷トンネルが開業する[4]。
- 2002年（平成14年）7月29日 - 清津川ダムの計画が地元住民などの反対により中止となる。
- 2018年（平成30年） - トンネルと付随施設が大地の芸術祭関連事業の一環として芸術作品に改修
- 2021年（令和3年） - トンネルがL’Arc〜en〜Cielの楽曲『ミライ』のミュージックビデオのロケ地として使用される。
- 2023年（令和5年）4月 - トンネルがアニメ『サザエさん』のオープニングに登場。

## 交通

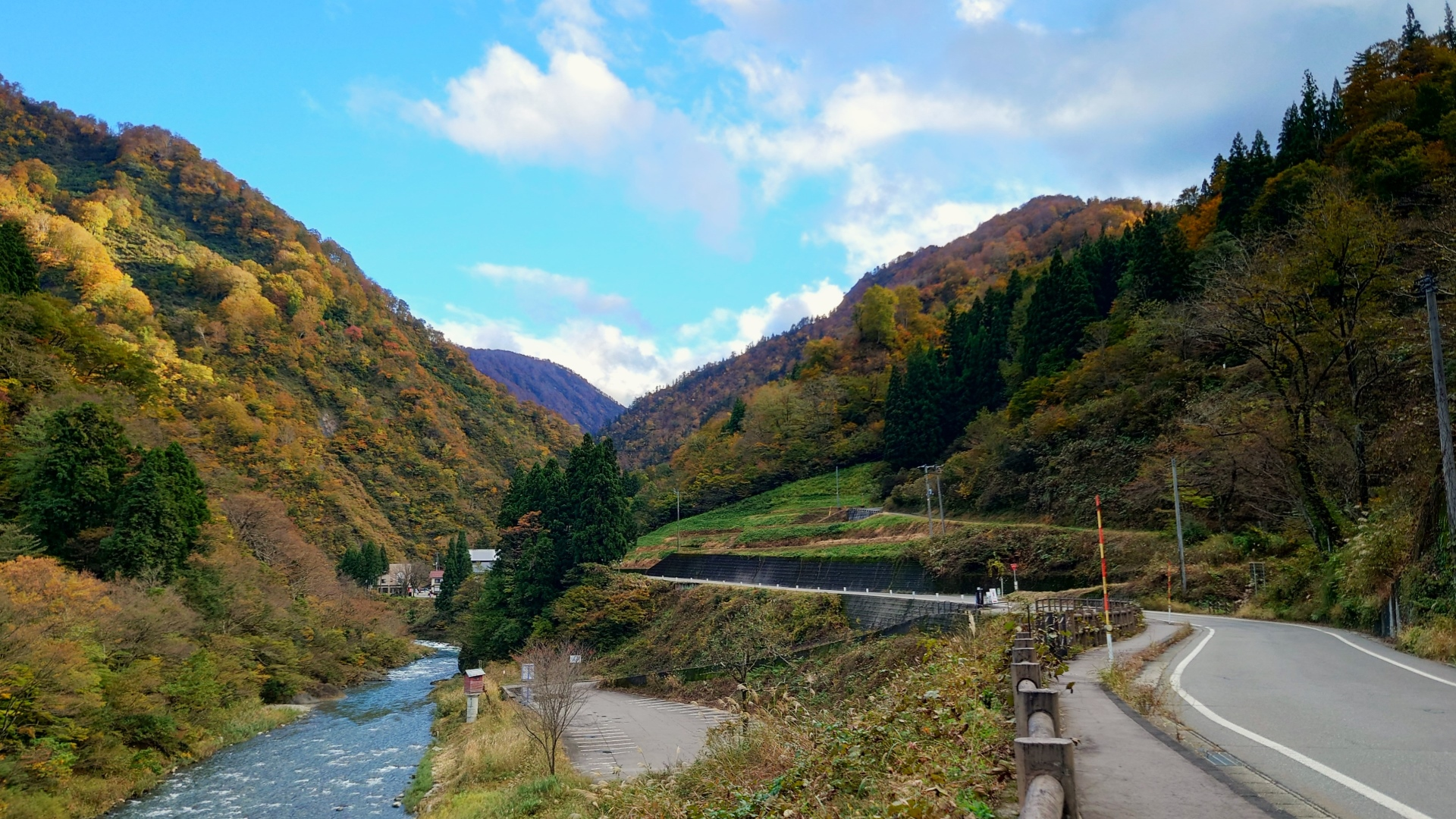
清津峡第二駐車場と新潟県道389号清津公園線

- 関越自動車道塩沢石打ICから国道353号十二峠トンネルを経由して新潟県道389号清津公園線を経由し車で約20分。
- 南越後観光バス「急行 越後湯沢駅＝津南＝森宮野原 線」利用（越後湯沢駅からは約25分）。「清津峡入口」（YS20）下車後徒歩約30分[16]。
- 越後湯沢駅から冬期間運行予約制バス「雪国豪雪ライナー」利用で約70分[17]。
- 清津峡遊歩道（登山道）上流部は湯沢町大字三俣の八木沢地区（最寄りは南越後観光バス「八木沢口」バス停・越後湯沢駅より約20分）から栄太郎峠登り口付近までが「トレッキング湯沢Ⅰ」のルートとして整備されている[18]。栄太郎峠からアルプの里（湯沢高原パノラマパーク）を通り湯沢温泉ロープウェイを用いることで越後湯沢温泉からもアクセス可能。栄太郎峠登り口の先の鹿飛橋～清津峡温泉間は通行禁止のため、徒歩で峡谷区間を通り抜けることはできない。

### 清津峡渓谷トンネル
- 所在地 : 新潟県十日町市小出
- 全長 : 750m（往復1.5km）
- 所要時間 : 往復約40～60分

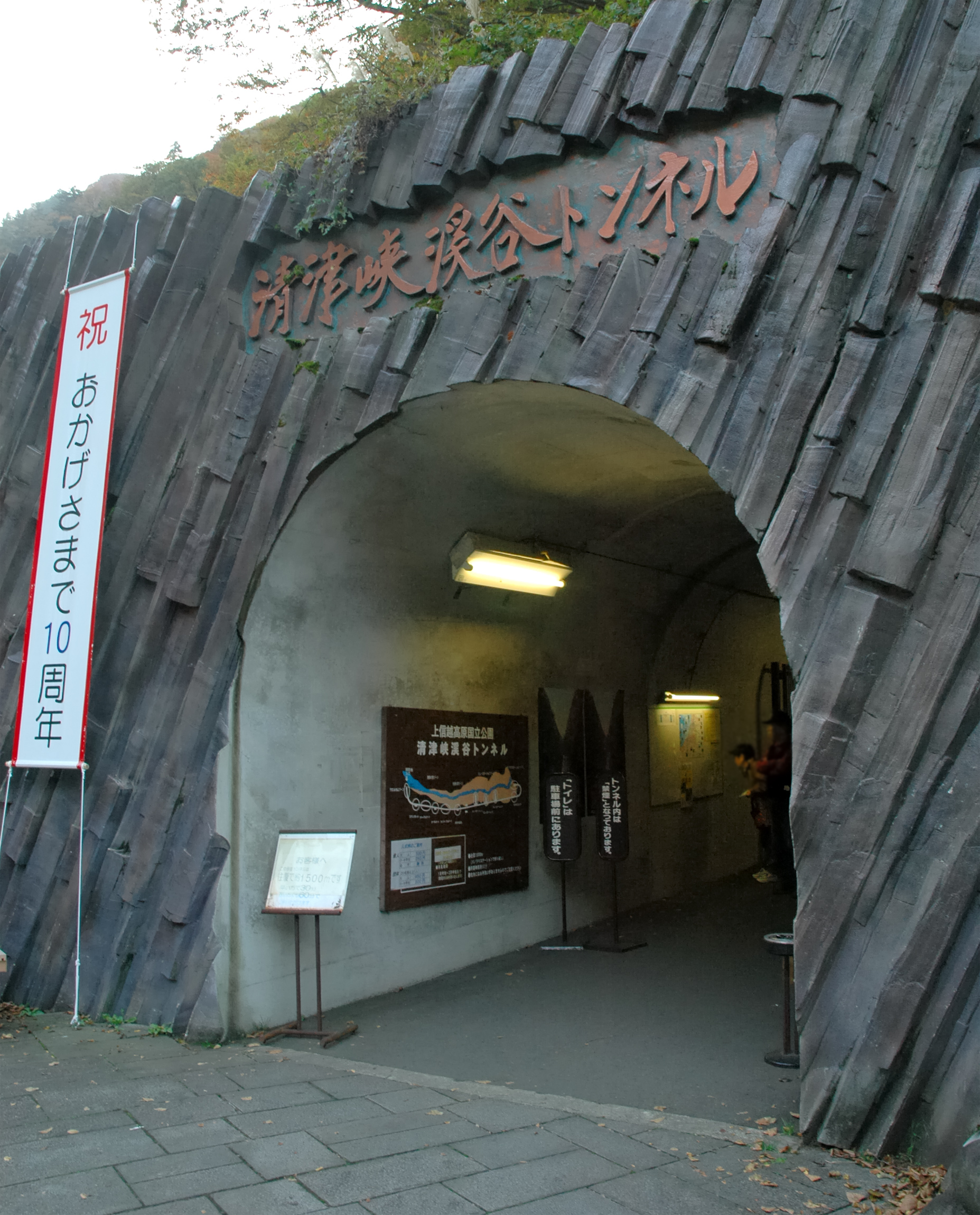
清津峡渓谷トンネル

- 冬季は積雪状況により休業となる場合がある[17]。